# Pentacosmia tasmanica
Pentacosmia tasmanica är en skalbaggsart som beskrevs av Stefan von Breuning 1968. Pentacosmia tasmanica ingår i släktet Pentacosmia och familjen långhorningar. Inga underarter finns listade i Catalogue of Life.